# Alain Cudini
Alain Cudini (* 19. April 1946 in Colombes, Frankreich) ist ein ehemaliger französischer Automobilrennfahrer.

## Karriere
1979 wurde Cudini europäischer Formel-Renault-Champion und zweiter in der französischen Ausführung dieser Serie. 1983 gewann er die Französische Tourenwagen-Meisterschaft. Zwischen 1988 und 1991 fuhr Cudini in der Deutschen Tourenwagen-Meisterschaft, holte dort in vier Jahren 489 Punkte und konnte drei Mal die schnellste Rennrunde einfahren. 
13-mal nahm er an dem 24-Stunden-Rennen von Le Mans teil. Seine beste Platzierung war 1989 ein fünfter Platz in einem Sauber C9, gemeinsam mit Jean-Louis Schlesser und Jean-Pierre Jabouille. Im Jahr 2000 beendete der Franzose seine Rennkarriere.

## Statistik

### Karrierestationen
| - 1970: Formula France (Platz 7) - 1971: Formel Renault (Platz 4) - 1971: Formel Renault (Platz 2) - 1972: Formel Renault Eurocup (Meister) - 1973: Britische Formel-3-Meisterschaft (Platz 36) - 1974: Sportwagen-Europameisterschaft (Platz 8) - 1974: Formel-2-Europameisterschaft (Platz 16) - 1975: Formel Renault Europameisterschaft (Platz 10) - 1976: Formel Renault Europameisterschaft (Platz 2) - 1977: Formel Renault Europameisterschaft (Platz 18) - 1977: Französische Tourenwagen-Meisterschaft (Platz 5) - 1978: Französische Tourenwagen-Meisterschaft (Platz 3) - 1980: Sportwagen-Weltmeisterschaft (Platz 292) - 1981: Französische Tourenwagen-Meisterschaft (Platz 2) | - 1981: Sportwagen-Weltmeisterschaft (Platz 132) - 1982: Französische Tourenwagen-Meisterschaft (Platz 5) - 1983: Renault 5 Turbo Europacup (Platz 11) - 1983: Sportwagen-Weltmeisterschaft - 1983: Französische Tourenwagen-Meisterschaft (Meister) - 1985: Französische Tourenwagen-Meisterschaft (Platz 3) - 1986: NOSCAR (Platz 3) - 1987: Tourenwagen-Weltmeisterschaft - 1988: Deutsche Tourenwagen-Meisterschaft (Platz 5) - 1989: Porsche 944 Turbo Cup Frankreich - 1989: Deutsche Tourenwagen-Meisterschaft (Platz 14) - 1990: Porsche 944 Turbo Cup Frankreich - 1990: Deutsche Tourenwagen-Meisterschaft (Platz 16) - 1991: Porsche Carrera Cup Frankreich | - 1991: Deutsche Tourenwagen-Meisterschaft (Platz 6) - 1992: Porsche Carrera Cup Frankreich - 1992: Französische Tourenwagen-Meisterschaft (Platz 3) - 1993: Tourenwagen-Weltmeisterschaft (Platz 4) - 1993: Französische Tourenwagen-Meisterschaft (Platz 8) - 1994: Französische Supertourenwagen-Meisterschaft (Platz 2) - 1995: Französische Supertourenwagen-Meisterschaft (Platz 5) - 1995: Tourenwagen-Weltmeisterschaft (Platz 18) - 1998: Belgian Procar (Platz 14) - 1999: Belgian Procar (Platz 29) - 2000: Französische Supertourenwagen-Meisterschaft (Platz 8) - 2005: Französische GT-Meisterschaft |

### Le-Mans-Ergebnisse
| Jahr | Team                         | Fahrzeug                    | Teamkollege          | Teamkollege              | Platzierung | Ausfallgrund |
| ---- | ---------------------------- | --------------------------- | -------------------- | ------------------------ | ----------- | ------------ |
| 1972 | John Greenwood Racing        | Chevrolet Corvette          | Bernard Darniche     | John Greenwood           | Ausfall     | Motorschaden |
| 1974 | North American Racing Team   | Ferrari 365 GTB/4           | Dave Heinz           |                          | Rang 6      |              |
| 1975 | Henri Greder                 | Chevrolet Corvette Stingray | Henri Greder         |                          | Ausfall     | Ölpumpe      |
| 1976 | Gérard Méo                   | Porsche 911 Carrera RSR     | Raymond Touroul      |                          | Rang 6      |              |
| 1977 | Osella Squadra Corse         | Osella PA5                  | Raymond Touroul      | Anna Cambiaghi           | Ausfall     | Motorschaden |
| 1979 | BP Racing Hubert Striebig    | Toj SC206                   | Hubert Striebig      | Hughes Kirschoffer       | Ausfall     | Benzinpumpe  |
| 1981 | North American Racing Team   | Ferrari 512BB LM            | Philippe Gurdjian    | John Morton              | Ausfall     | Unfall       |
| 1982 | North American Racing Team   | Ferrari 512BB LM            | John Paul senior     | John Morton              | Rang 9      |              |
| 1983 | Communaute Pays de Loire     | Rondeau M382                | Dany Snobeck         | Xavier Lapeyre           | Ausfall     | Motorschaden |
| 1989 | Team Sauber Mercedes         | Sauber C9                   | Jean-Louis Schlesser | Jean-Pierre Jabouille    | Rang 5      |              |
| 1990 | Courage Compétition          | Nissan R89C                 | Hervé Regout         | Costas Los               | Rang 22     |              |
| 1994 | Michel Hommell               | Bugatti EB110 SS            | Éric Hélary          | Jean-Christophe Boullion | Ausfall     | Unfall       |
| 1996 | Canaska Southwind Motorsport | Chrysler Viper GTS-R        | Victor Sifton        | John Morton              | Rang 23     |              |

### Einzelergebnisse in der Sportwagen-Weltmeisterschaft
| Saison | Team                      | Rennwagen              | 1   | 2   | 3   | 4   | 5   | 6   | 7   | 8   | 9   | 10  | 11  | 12  | 13  | 14  | 15  | 16  | 17  |
| ------ | ------------------------- | ---------------------- | --- | --- | --- | --- | --- | --- | --- | --- | --- | --- | --- | --- | --- | --- | --- | --- | --- |
| 1972   | Greenwood Racing          | Chevrolet Corvette     | BUA | DAY | SEB | BRH | MON | SPA | TAR | NÜR | LEM | ZEL | WAT |     |     |     |     |     |     |
| 1972   | Greenwood Racing          | Chevrolet Corvette     |     |     |     |     |     | DNF |     |     |     |     |     |     |     |     |     |     |     |
| 1974   | NART                      | Ferrari 365 GTB/4      | MON | SPA | NÜR | IMO | LEM | ZEL | WAT | LEC | BRH | KYA |     |     |     |     |     |     |     |
| 1974   | NART                      | Ferrari 365 GTB/4      |     |     |     |     | 6   |     | DNF |     |     |     |     |     |     |     |     |     |     |
| 1975   | NART                      | Ferrari 365 GTB/4      | DAY | MUG | DIJ | MON | SPA | PER | NÜR | ZEL | WAT |     |     |     |     |     |     |     |     |
| 1975   | NART                      | Ferrari 365 GTB/4      | 51  |     |     |     |     |     |     |     |     |     |     |     |     |     |     |     |     |
| 1976   | Xavier Lapeyre            | Lola T286              | MUG | VAL | NÜR | MON | SIL | IMO | NÜR | ZEL | PER | WAT | MOS | DIJ | DIJ | SAL |     |     |     |
| 1976   | Xavier Lapeyre            | Lola T286              |     |     |     |     |     |     |     |     |     | 5   |     |     |     |     |     |     |     |
| 1979   | Striebig Racing BP Racing | Toj SC206 Ford Capri   | DAY | SEB | MUG | TAL | DIJ | RIV | SIL | NÜR | LEM | PER | DAY | WAT | SPA | BRH | ROA | VAL | ELS |
| 1979   | Striebig Racing BP Racing | Toj SC206 Ford Capri   |     |     |     |     |     |     |     |     | DNF |     |     |     | DNF |     |     |     |     |
| 1980   | Luigi Racing              | Chevrolet Camaro       | DAY | BRH | SEB | MUG | MON | RIV | SIL | NÜR | LEM | DAY | WAT | SPA | MOS | ROA | VAL | DIJ |     |
| 1980   | Luigi Racing              | Chevrolet Camaro       |     |     |     |     |     |     |     |     | 17  |     |     |     |     |     |     |     |     |
| 1981   | NART Welter Racing        | Ferrari 512 BB BMW 530 | DAY | SEB | MUG | MON | RIV | SIL | NÜR | LEM | PER | DAY | WAT | SPA | MOS | ROA | BRH |     |     |
| 1981   | NART Welter Racing        | Ferrari 512 BB BMW 530 |     |     |     |     |     |     |     | DNF |     |     |     | 7   |     |     |     |     |     |
| 1982   | NART                      | Ferrari 512 BB         | MON | SIL | NÜR | LEM | SPA | MUG | FUJ | BRH |     |     |     |     |     |     |     |     |     |
| 1982   | NART                      | Ferrari 512 BB         | 9   |     |     |     |     |     |     |     |     |     |     |     |     |     |     |     |     |
| 1983   | Jean Rondeau              | Rondeau M382           | MON | SIL | NÜR | LEM | SPA | FUJ | KYA |     |     |     |     |     |     |     |     |     |     |
| 1983   | Jean Rondeau              | Rondeau M382           | DNF |     |     |     |     |     |     |     |     |     |     |     |     |     |     |     |     |